# قتيبة الشهابي
قتيبة الشهابي (1934- 2008 م) طبيب سوري وبحَّاثة مؤرِّخ، وفنَّان مصوِّر.

## حياته
من مواليد دمشق عام 1934. والده الأمير أحمد الشهابي الذي كان أحد دعائم الثورة السورية الكبرى في غوطة دمشق، حيث كان طوال فترة الثورة رئيساً لمحكمة الاستقلال في قرية «الحتيتة» في الغوطة، والذي عانى طويلاً مرارة النفي واللجوء إلى شرق الأردن حتى صدور العفو عن الثوار من قبل سلطات الانتداب الفرنسي. بعد عودته، سكن الأمير أحمد والد قتيبة مدينة الحسكة، حيث كان قاضياً (نائب عام)، ثم عمل محامياً.
درس الدكتور قتيبة الشهابي المرحلة الابتدائية في مدرسة دوحة الأدب أثناء الاحتلال الفرنسي لسوريا حيث كان مدرسوه عربا في تلك المدرسة التي أسست خصيصا للرد على المدارس الفرنسية آنذاك. أحب الشهابي التصوير الفوتوغرافي منذ طفولته، فاقتنى أول كاميرا وكان ثمنها آنذاك ليرة سورية واحدة، فبدأ بممارسة الهواية حتى أصبح محترفاً. أما في الإعدادية فقد أضاف إلى جعبة هواياته هواية المطالعة وكتابة القصة، وقد فاز بمسابقة القصة التي أجرتها مجلة عصا الجنة لصاحبها الأديب نشأت التغلبي.
وبالرغم من أن والد الدكتور الشهابي كان محامياً، لم يسمح له بدارسة الحقوق بعد نيله شهادة الثانوية العامة في الفرع الأدبي. فما كان من الشهابي إلا أن اختار دراسة طب الأسنان، وكان في ذاك الوقت مسموحًا لحملة الشهادة الثانوية العامة الفرع الأدبي بأن يدرسوا طب الأسنان في سوريا. بالرغم من ذلك، لم يحب الشهابي أبدا طب الأسنان، فكان في أول شهر من الدراسة يبكي لعدم فهمه شيئاً من المنهج. ولكن بتصميمه وقوة إرادته، خاض سنين الدراسة الجامعية والدراسات العليا وأصبح من المميزين بعمله بشهادة زملائه ومرضاه.
بدأت رحلته بالبحث التاريخي والتوثيق بالصور حينما كلفته الدكتورة نجاح العطار في العام 1985 البحث التاريخي للمدينة. واجه الشهابي العديد من الصعوبات في البحث بسبب قلة المصادر وقلة التوثيق الخاص بالأحداث التاريخية التي مرت على مدينة دمشق.

## إنجازاته ومناصبه
حمل دكتوراه في جراحة الأسنان من لندن كما تخصَّص بالتصوير الضوئي العلمي والمجهري والفني، وكان له عدة معارض تشكيلية وفنية داخل سوريا وخارجها. وعمل في المناصب التالية:
- عضو في الهيئة التعليمية في كلية طب الاسنان بجامعة دمشق 1963-.1994
- أستاذ التشريح الفني في كلية الفنون الجميلة - جامعة دمشق.
- عضو نقابة الفنون الجميلة بدمشق.
- عضو اتحاد الفنانين التشكيليين العرب.
- متخصص بالتصوير الضوئي من لندن.
- خبير ثقافي في وزارة السياحة.
- مستشار وزير السياحة (2000 - 2007).
- عضو هيئة تحرير مجلة دليل السائح.

## المؤلفات
كتب قتيبة الشهابي 27 مؤلفاً مطبوعاً، ستة منها مؤلفات علمية تتضمن أربعة كتب جامعية تدرس في كلية طب الأسنان في جامعة دمشق بالإضافة إلى معجمين إنكليزي - عربي عن مصطلحات طب الأسنان والمصطلحات الطبية. إضافة لذلك، يوجد سبع عشرة مؤلفاً من مؤلفاتة التسع والعشرين في مكتبة الكونغرس الأمريكي.
أما كتبه في مجال التاريخ والتراث والآثار فهي:
- دمشق تاريخ وصور.
- هنا بدأت الحضارة (سورية تاريخ وصور)
- أسواق دمشق القديمة ومشيداتها التاريخية.
- مآذن دمشق تاريخ وطراز.[4]
- معجم ألقاب أرباب السلطان في الدول الإسلامية.[5]
- مشيدات دمشق ذوات الأضرحة وعناصرها الجمالية.
- معالم دمشق التاريخية.
- أبواب دمشق وأحداثها التاريخية.
- زخارف العمارة الإسلامية في دمشق.
- النقوش الكتابية في أوابد دمشق.
- دمشق الشام في نصوص الرحالين والجغرافيين والبلدانيين العرب والمسلمين.
- طريف النداء في دمشق الفيحاء.
- صمود دمشق أمام الحملات الصليبية.
- معجم دمشق التاريخي (ثلاثة أجزاء).[6]
- الطيران ورواده في التاريخ الإسلامي.
- نقود الشام.
- عباقرة وأباطرة من بلاد الشام.
- أديرة وكنائس دمشق وريفها.
- أضرحة آل البيت والمقامات الشريفة في سورية (بالعربية والفارسية).
- معجم المواقع الأثرية في سورية.
- تاريخ ما أهمله التاريخ.

## وفاته
توفي قتيبة الشهابي عام 2008 عن عمر ناهز 74 عاماً بعد صراع طويل مع مرض السرطان.